# Verona Challenger 1988
Il Verona Challenger 1988 è stato un torneo di tennis facente parte della categoria ATP Challenger Series nell'ambito dell'ATP Challenger Series 1988. Il torneo si è giocato a Verona in Italia dal 29 agosto al 4 settembre 1988 su campi in terra rossa.

## Vincitori

### Singolare
Massimo Cierro ha battuto in finale  Carlos Costa con il punteggio di 5–7, 6–2, 7–5

### Doppio
Ronnie Båthman /  Stefan Svensson hanno battuto in finale  Marcello Bassanelli /  Ugo Pigato con il punteggio di 6–4, 1–6, 6–4